# Phytosaurus
Phytosaurus is een twijfelachtig geslacht van phytosauriërs (een uitgestorven groep van oppervlakkig op krokodilachtigen lijkende archosauriërs), gevonden in een afzetting van de Keuper (mogelijk de Exterformatie) in Duitsland, dat ook de eerste phytosauriër was die werd beschreven door Georg Friedrich Jaeger in 1828. De naam Phytosaurus betekent 'plantenhagedis' (hoewel nu bekend is dat het een carnivoor is geweest), en de typesoort is Phytosaurus cylindricodon, de 'cïlindertand'. De andere benoemde soort is Phytosaurus cubicodon, de 'kubustand'. Verwarrend is dat Jaeger per abuis de soortaanduidingen in bepaalde passages als geslachtsnamen gebruikte, dus als Cylindricon en Cubicodon. Het geslacht wordt tegenwoordig als een nomen dubium gezien, zij het wel als een vrij zekere phytosauriër zodat allerlei ervan afgeleide namen niet hoeven te worden aangepast.
In 1826 werd het holotype ontdekt in Würtemberg, Duitsland, in de ruïne van de Wildenauburcht bij Tübingen. De overblijfselen bestonden uit de symfyse van de onderkaken met tandkassen, waarin natuurlijke afgietsels van de tanden aanwezig waren, met een onregelmatige vorm die Jaeger voor authentiek aanzag. Ze leken wat op kiezen wat hem ertoe bracht het dier als een planteneter te beschouwen. Een generatie later werd zijn fout ontdekt en begrepen onderzoekers dat de tanden in feite kegelvormig moeten zijn geweest. De tandkassen hebben een rond profiel, wat een afgeleid kenmerk is binnen de Phytosauria.
In 1860 benoemde Hermann von Meyer een Belodon kapffi. Dit is de typesoort van Nicrosaurus. In 1906 hernoemde McGregor deze tot een Phytosaurus kapffi.
In 1915 hernoemde Friedrich von Huene Belodon buceros Cope 1881 tot een Phytosaurus buceros.
In 1920 benoemde Case een Phytosaurus doughtyi. Deze soort heeft vermoedelijk weinig met het Duitse materiaal te maken en is wel verwezen naar Rutiodon.

## Soorten
- Phytosaurus cylindricodon Jaeger, 1828 (typesoort)
- Phytosaurus cubicodon Jaeger, 1828
- Phytosaurus kapffi (Meyer, 1860) McGregor, 1906
- Phytosaurus buceros (Cope, 1881) Huene, 1915
- Phytosaurus doughtyi Case, 1920